# مودي سنتر
مودي سنتر (بالإنجليزية: Moody Center)‏ هي ساحة متعددة الأغراض في حرم جامعة تكساس في أوستن، أوستن، تكساس.